# Ohrfeige (Roman)

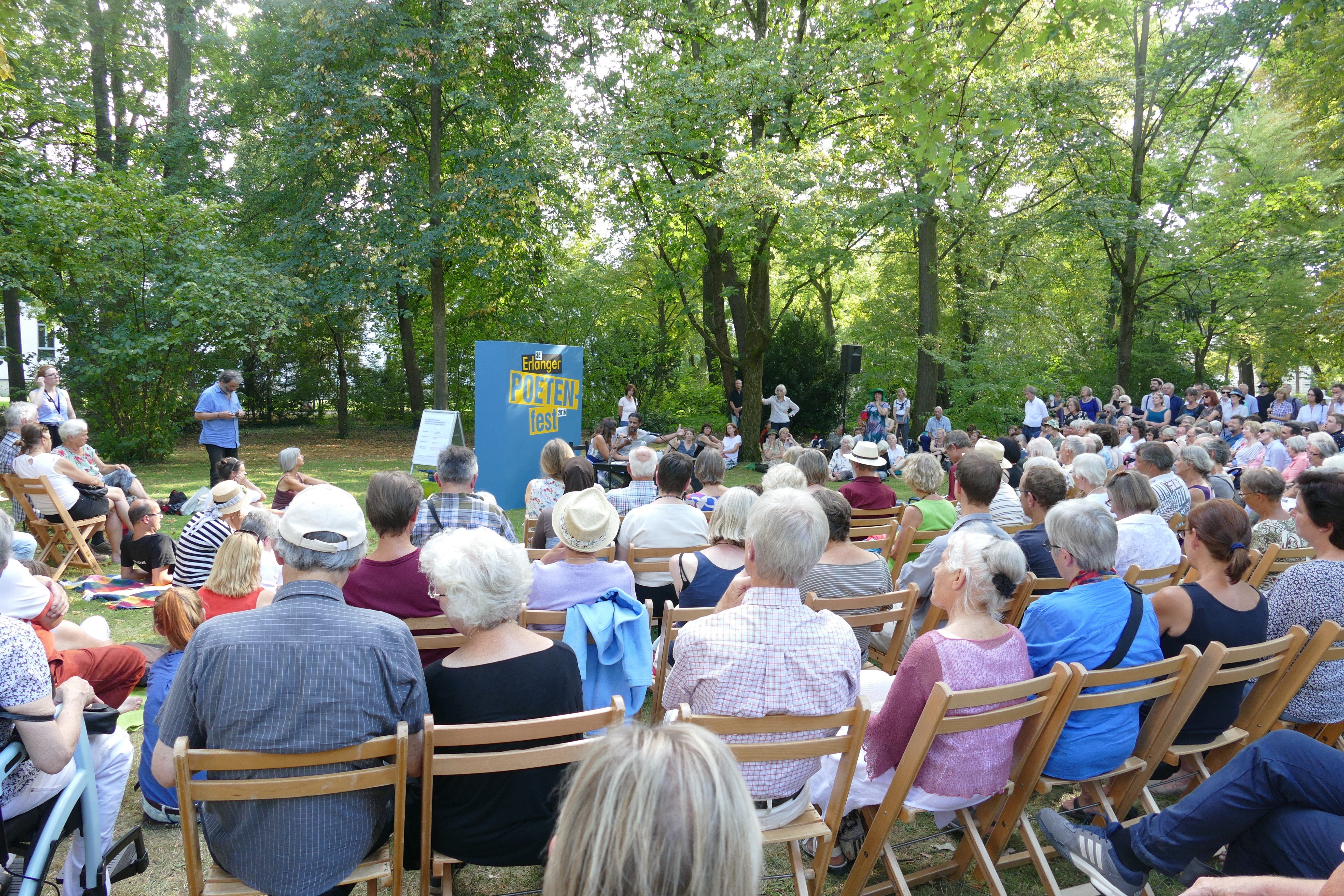
Großes Interesse für Abbas Khider und seinen Roman „Ohrfeige“ auf dem Erlanger Poetenfest 2016.

Ohrfeige ist der vierte Roman von Abbas Khider (2016). Es handelt sich um eine Auseinandersetzung mit der Situation von Asylbewerbern in Deutschland und wie junge Iraker in den Jahren 2000 bis 2002 in die Mühlen der deutschen Behörden geraten. Von der Form her als Rahmenerzählung angelegt, gibt es eine große Zahl an Binnenerzählungen, die der Autor stilistisch auf drei verschiedenen Sprachebenen ansiedelt.
Vier Jahre hat Khider an diesem Werk gearbeitet; es wurde 2016 im Carl Hanser Verlag in München verlegt und trägt die Widmung „Für ORFEAS“.

## Inhalt
| Titelblatt                                      |                                                |
| Widmung (Seite 5)                               |                                                |
| Autor und Titel                                 |                                                |
|                                                 | „Stumm und starr vor Angst...“                 |
| Ein Rudel Großkatzen jagt eine Gazellenherde... |                                                |
|                                                 | „Drei Jahre und vier Monate...“                |
|                                                 | „Während meiner ganzen Flucht...“              |
|                                                 | „Im Bayreuth wohnte ich...“                    |
|                                                 | „Direkt zu Beginn meines Aufenthaltes...“      |
|                                                 | „Liebe Frau Schulz.“                           |
| Vor der Toilettenschüssel stehend...            |                                                |
|                                                 | „Liebe Frau Schulz.“                           |
|                                                 | „Zwei oder drei Tage... “                      |
|                                                 | „Liebe Frau Schulz.“                           |
|                                                 | „Im Vergleich zu Bayreuth...“                  |
|                                                 | „Manche von uns...“                            |
|                                                 | „Ich erinnere mich genau...“                   |
|                                                 | „Ali wollte sich ein paar Tage später...“      |
|                                                 | „Frau Schulz. Entschuldigen Sie mich bitte...“ |
| Ich liege noch immer auf dem Sofa.              |                                                |
|                                                 | „Mein Sprachkurs in Deutschland...“            |
|                                                 | „Wissen Sie, Frau Schulz,...“                  |
|                                                 | „Liebe Frau Schulz.“                           |
| „Karim Charab Allmanya! Wach auf!“              |                                                |

Der Roman hat keine Handlung im herkömmlichen Sinne, sondern besteht aus Episoden auf verschiedenen Ebenen. Als Rahmenhandlung fungieren vier Passagen, in denen Karim, der auch der Ich-Erzähler aller anderen Passagen ist, nach der Rücknahme seiner Asyl-Anerkennung bei seinem Freund Salim untergetaucht ist und seine Flucht aus Deutschland plant.
In der Eröffnung des Romans geht es um den Abschiedsbesuch bei Karims Sachbearbeiterin in der Asylbehörde. Karim erzählt, er habe sie an den Stuhl gefesselt, weil er will, dass ihm endlich jemand zuhört. Karim ist dabei, sich nach einem Schlepper umzusehen, der ihn nach Finnland bringen soll. „Frau Schulz“ kommt im Erzählfluss mehrmals als direkte Anrede vor, gegen Ende immer häufiger.
Die zahlreichen Binnenerzählungen sind auf drei verschiedenen Sprachebenen angesiedelt. Über sich selbst spricht Karim sachlich. Hier orientiert er sich an einem korrekten Deutsch. Wenn er kifft (zum Beispiel in Ein Rudel Großkatzen jagt eine Gazellenherde …), ist der Stil poetisch, metaphernreich und manchmal wirr. Wenn Karim über andere spricht, bekommen die Gedanken Tiefe und der Stil ist fließend.

## Rezensionen
- Julia Encke: Flüchtlingsroman. Vom Warten wird man immer blöder. Der deutsch-irakische Schriftsteller Abbas Khider hat einen Roman über einen Asylbewerber geschrieben. Mal wieder „das Buch der Stunde“? Oder ein sehr guter Roman?, in: Frankfurter Allgemeine Zeitung, 24. Januar 2016
- Fatma Aydemir: Roman „Ohrfeige“ von Abbas Khider. Eine Sachbearbeiterin wird gefesselt. Sein Roman „Ohrfeige“ dreht sich um den Wahnsinn im Alltag eines Asylbewerbers in Deutschland. Eine Begegnung mit Abbas Khider, in: die tageszeitung, 29. Januar 2016
- Ursula März: Abbas Khider: „Ohrfeige“. Die Wutrede eines abgelehnten Asylbewerbers, in: Deutschlandradio Kultur, 30. Januar 2016
- Carsten Hueck: Abbas Khider: Ohrfeige (Link zum mp3-Download), in: SWR2 Literatur, 31. Januar 2016 (verfügbar bis: 25. Januar 2017, 17.05)
- Renée Zucker: Abbas Khider: Ohrfeige, in: Inforadio, 31. Januar 2016

## Ausgaben
- Ohrfeige, Hanser, München 2016, ISBN 978-3-446-25054-3
- Ohrfeige, Hörspielbearbeitung Julia Tieke mit dem Autor, Regie: Claudia Johanna Leist. Mit Omar El-Saeidi, u. a. (WDR) erschienen bei Hörbuch Hamburg, 2016, ISBN 978-3-95713-042-6

## Förderung
Die Arbeit an Ohrfeige wurde durch ein Stipendium des Berliner Senats gefördert.